# Modern Times (álbum de Bob Dylan)
Modern Times é o trigésimo segundo álbum de estúdio do cantor Bob Dylan, lançado a 29 de Agosto de 2006.
Aos 65 anos, Dylan tornou-se a primeira personalidade viva a ter um disco a estrear na Billboard no nº 1.
O disco atingiu o nº 1 da Billboard 200, o nº 1 do Top Canadian Albums e o nº 1 do Top Internet Albums.
Com este disco, Dylan ganhou dois Grammy Awards em 2006, um na categoria "Best Contemporary Folk/American Album" e o outro pela música "Someday Baby" na categoria "Best Solo Rock Vocal Performance".

## Faixas
1. "Thunder on the Mountain" – 5:55
2. "Spirit on the Water" – 7:42
3. "Rollin' and Tumblin'" – 6:01
4. "When the Deal Goes Down" – 5:04
5. "Someday Baby" – 4:55
6. "Workingman's Blues #2" – 6:07
7. "Beyond the Horizon" – 5:36
8. "Nettie Moore" – 6:52
9. "The Levee's Gonna Break" – 5:43
10. "Ain't Talkin'" – 8:48

## Certificações
| País   | Certificação | Vendas  |
| ------ | ------------ | ------- |
| Canadá | Platina      | 100,000 |